# Cec Linder
Cecil "Cec" Linder, född 10 mars 1921 i Radziechowy, Polen, död 10 april 1992 i Toronto, Kanada, var en kanadensisk film- och televisionskådespelare med polskt ursprung.
Linder föddes i Polen, men hans familj flyttade till Kanada när han var liten. Han har bland annat spelat CIA-agenten Felix Leiter i James Bond-filmen Goldfinger (1964) och Col Coe i filmen Jet Storm (1959).

## Filmografi (urval)
- 1958–1959 – Quatermass and the Pit (TV-serie)
- 1959 – Jet Storm
- 1960–1964 – The Secret Storm (TV-serie)
- 1962 – Lolita
- 1964 – Goldfinger
- 1973 – Kärlek börjar med kast
- 1980 – Atlantic City, U.S.A.
- 1987–1988 – Alfred Hitchcock presenterar (TV-serie) (2 avsnitt)